# Bégard
Bégard település Franciaországban, Côtes-d’Armor megyében. Lakosainak száma 4862 fő (2022. január 1.). Bégard Brélidy, Coatascorn, Louargat, Pédernec, Pluzunet, Prat és Saint-Laurent községekkel határos.

## Népesség
A település népességének változása:
| Lakosok száma | 4976 | 5180 | 4906 | 4471 | 4786 | 4752 | 4808 | 4809 | 4810 | 4862 |
|               | 1968 | 1982 | 1990 | 2006 | 2013 | 2015 | 2017 | 2019 | 2020 | 2022 |